# EBCDIC
EBCDIC (Extended Binary Coded Decimal Interchange Code - Código de intercambio decimal de código binario extendido), es un código estándar de 8 bits usado por computadoras mainframe IBM. IBM adaptó el EBCDIC del código de tarjetas perforadas en los años 1960 y lo promulgó como una táctica customer-control cambiando el código estándar ASCII.
EBCDIC es un código binario que representa caracteres alfanuméricos, controles y signos de puntuación. Cada carácter está compuesto por 8 bits = 1 byte, por eso EBCDIC define un total de 256 caracteres.
Existen muchas versiones ("codepages") de EBCDIC con caracteres diferentes, respectivamente sucesiones diferentes de los mismos caracteres. Por ejemplo al menos hay 9 versiones nacionales de EBCDIC con Latín 1 caracteres con sucesiones diferentes.
El siguiente es el código CCSID 500, una variante de EBCDIC. Los caracteres 0x00–0x3F y 0xFF son de control, 0x40 es un espacio, 0x41 es no-saltar página y 0xCA es un guion suave.
|    |                                                                                  | 0 | 1 | 2 | 3 | 4 | 5 | 6 | 7 | 8 | 9 | A | B  | C | D | E | F |
| 40 |                                                                                  |   |   | â | ä | à | á | ã | å | ç | ñ | [ | .  | < | ( | + | ! |
| 50 |                                                                                  | & | é | ê | ë | è | í | î | ï | ì | ß | ] | $  | * | ) | ; | ^ |
| 60 |                                                                                  | - | / | Â | Ä | À | Á | Ã | Å | Ç | Ñ | ¦ | ,  | % | _ | > | ? |
| 70 |                                                                                  | ø | É | Ê | Ë | È | Í | Î | Ï | Ì | ` | : | #  | @ | ' | = | " |
| 80 |                                                                                  | Ø | a | b | c | d | e | f | g | h | i | « | »  | ð | ý | þ | ± |
| 90 |                                                                                  | ° | j | k | l | m | n | o | p | q | r | ª | º  | æ | ¸ | Æ | ¤ |
| A0 |                                                                                  | µ | ~ | s | t | u | v | w | x | y | z | ¡ | ¿  | Ð | Ý | Þ | ® |
| B0 |                                                                                  | ¢ | £ | ¥ | · | © | § | ¶ | ¼ | ½ | ¾ | ¬ | \| | ¯ | ¨ | ´ | × |
| C0 |                                                                                  | { | A | B | C | D | E | F | G | H | I |   | ô  | ö | ò | ó | õ |
| D0 | \|\|}\|\|J\|\|K\|\|L\|\|M\|\|N\|\|O\|\|P\|\|Q\|\|R\|\|¹\|\|û\|\|ü\|\|ù\|\|ú\|\|ÿ |   |   |   |   |   |   |   |   |   |   |   |    |   |   |   |   |
| E0 |                                                                                  | \ | ÷ | S | T | U | V | W | X | Y | Z | ² | Ô  | Ö | Ò | Ó | Õ |
| F0 |                                                                                  | 0 | 1 | 2 | 3 | 4 | 5 | 6 | 7 | 8 | 9 | ³ | Û  | Ü | Ù | Ú |   |

## Clave EBCDIC
Espacio en blanco - 0 1 0 0 0 0 0 0

Las letras mayúsculas son  de la A a la Z: se dividen en tres grupos (A-I), (J-R), (S-Z) y en las primeras cuatro posiciones se identifica el grupo al cual pertenece la letra y en las restantes cuatro posiciones el dígito correspondiente a la posición de la letra en el grupo.

A - 1 1 0 0 0 0 0 1

B - 1 1 0 0 0 0 1 0

C - 1 1 0 0 0 0 1 1

D - 1 1 0 0 0 1 0 0

E - 1 1 0 0 0 1 0 1

F - 1 1 0 0 0 1 1 0

G - 1 1 0 0 0 1 1 1

H - 1 1 0 0 1 0 0 0

I - 1 1 0 0 1 0 0 1

J - 1 1 0 1 0 0 0 1

K - 1 1 0 1 0 0 1 0

L - 1 1 0 1 0 0 1 1

M - 1 1 0 1 0 1 0 0

N - 1 1 0 1 0 1 0 1

O - 1 1 0 1 0 1 1 0

P - 1 1 0 1 0 1 1 1

Q - 1 1 0 1 1 0 0 0

R - 1 1 0 1 1 0 0 1

S - 1 1 1 0 0 0 1 0

T - 1 1 1 0 0 0 1 1

U - 1 1 1 0 0 1 0 0

V - 1 1 1 0 0 1 0 1

W - 1 1 1 0 0 1 1 0

X - 1 1 1 0 0 1 1 1

Y - 1 1 1 0 1 0 0 0

Z - 1 1 1 0 1 0 0 1

La letra Ñ se representa 0 1 1 0 1 0 0 1
3
Los dígitos del cero (0) al nueve (9): se identifican con un uno en las primeras cuatro posiciones y en las restantes cuatro posiciones el dígito en binario.

0 - 1 1 1 1 0 0 0 0

1 - 1 1 1 1 0 0 0 1

2 - 1 1 1 1 0 0 1 0

3 - 1 1 1 1 0 0 1 1

4 - 1 1 1 1 0 1 0 0

5 - 1 1 1 1 0 1 0 1

6 - 1 1 1 1 0 1 1 0

7 - 1 1 1 1 0 1 1 1

8 - 1 1 1 1 1 0 0 0

9 - 1 1 1 1 1 0 0 1